# 愤怒的小鸟系列
愤怒的小鸟是芬蘭游戏公司Rovio娱乐出品的电子游戏系列，現時由日本控股公司世嘉颯美控股持有著作權。系列作品主要面向智能电话，玩法以控制彈弓發射小鳥、打擊建築物和小豬的益智游戏为主。但之后系列登上游戏机平台，并涉足竞速和卷轴射击等游戏类型。此外系列还有改编动画等跨媒体作品。

## 作品

### 电子游戏
（＊號為已經下架或關閉的憤怒鳥遊戲）
| 作品                       | 时间                         | 类型       | 注釋 |
| -------------------------- | ---------------------------- | ---------- | --- |
| 愤怒鸟                     | 2009年12月11日               | 益智       | 系列最初的作品，在2009年12月11日發行,起初只有五種鳥登場，小豬們也沒有任何裝飾，隨著關卡更新，不但增加了其他小鳥，小豬也開始戴起帽子或飾品。 |
| 憤怒鳥季節版＊             | 2010年10月21日               | 益智       | 本作原為萬聖節前發布的《萬聖節版》，包含萬聖節相關的關卡與音樂等。後改名為《季節版》並更新其他節日的主題內容。 |
| 憤怒鳥里約版＊             | 2011年3月22日                | 益智       | 與二十世紀福斯的動畫電影《里約大冒險》合作。遊戲中憤怒鳥被擄於里約熱內盧並試圖拯救其他的鳥兒們，其中包括電影里約大冒險中的角色。遊戲被發布了作為銷售領帶，與20世紀福克斯的動畫電影里約大冒險，並隨著電影推廣。 |
| 愤怒的小鸟朋友版           | 2012年2月14日（Facebook）    | 益智       | 最初於Facebook平台推出，於2012年5月23日更名為朋友版。每周推出新的錦標賽來挑戰玩家。 |
| 愤怒的小鸟朋友版           | 2013年5月2日（iOS、Android） | 益智       | 最初於Facebook平台推出，於2012年5月23日更名為朋友版。每周推出新的錦標賽來挑戰玩家。 |
| 愤怒的小鸟朋友版           | 2019年7月19日（Windows）     | 益智       | 最初於Facebook平台推出，於2012年5月23日更名為朋友版。每周推出新的錦標賽來挑戰玩家。 |
| 憤怒鳥太空版＊             | 2012年3月22日                | 益智       | 游戏舞台從陸地移到了太空上，拋射的方式也會有些不同，並增加新的小鳥。加速鳥在本作中變成紫色，且能夠自由地朝點擊方向加速。這次蛋被太空中的敵人搶走了，小鳥們為救出鳥蛋而穿越蟲洞，跟新角色「冰塊鳥」攜手合作，聯手救出鳥蛋。 |
| 愤怒鸟三部曲               | 2012年9月25日                | 益智       | 起初对应XBox 360、PlayStation 3以及任天堂3DS平台，本作包含了之前已发售的《普通版》，《里約版》和《季節版》。本作由动视暴雪负责发行。 |
| 愤怒鸟三部曲               | 2013年8月13日（Wii、Wii U）  | 益智       | 起初对应XBox 360、PlayStation 3以及任天堂3DS平台，本作包含了之前已发售的《普通版》，《里約版》和《季節版》。本作由动视暴雪负责发行。 |
| 搗蛋豬                     | 2012年9月27日                | 益智       | 憤怒鳥系列的衍生遊戲。主角由鳥變為豬。玩家拼砌並操控車子，車裡面的小豬到達終點就過关。 |
| 憤怒鳥星際大戰版＊         | 2012年11月8日                | 益智       | 由小鳥們和小豬們扮演星際大戰正傳後三部曲（曙光乍現，帝國大反擊，絕地大反攻）的故事。當中黑武士的特殊身分，在星際大戰迷和怒鳥迷引起「他究竟是豬還是鳥？」的爭論。他在《星際大戰版2》中證實為「戴豬面具的鳥」。 |
| 憤怒鳥星際大戰2＊          | 2013年9月18日                | 益智       | 由小鳥們和小豬們扮演星際大戰正傳前三部曲（威脅潛伏、複製人全面進攻、西斯大帝的復仇）的故事。 |
| 憤怒鳥Go!＊                | 2013年12月11日               | 竞速       | 是一個卡丁車賽車免費任玩遊戲本場比賽是合作開發的Rovio的娛樂和Exient娛樂和紅牛的手機遊戲主辦，於本場比賽是與孩之寶Telepods兼容，這將允許玩家召喚一個特定的卡丁車,遊戲中的曲目都位於3D版的豬豬島。遊戲中還設有卡丁車升級，並為每個角色獨特的權力。                                                                              |
| 憤怒鳥英雄傳＊             | 2014年6月12日                | 角色扮演   | 是一個小鳥們在與綠豬們和Wizpig爭奪5顆鳥蛋的故事。 |
| 憤怒鳥史黛拉＊             | 2014年9月4日                 | 益智       | 仍为弹弓弹射打猪游戏，不過今次豬豬偷去的物品是史黛拉的相簿，而且受命於背叛了史黛拉的壞公主鳥Gale。史黛拉的新同伴有鼓手Poppy、唯一的雄鳥Luca、科技宅Dahlia、和藝術家Willow。 |
| 憤怒鳥變形金剛             | 2014年10月15日（iOS）        | 卷轴射击   | 蛋機械人將憤怒鳥和綠豬化成機械人，全新的冒險，由您去探索。 |
| 憤怒鳥變形金剛             | 2014年10月30日（Android）    | 卷轴射击   | 蛋機械人將憤怒鳥和綠豬化成機械人，全新的冒險，由您去探索。 |
| 愤怒鸟泡泡大戰             | 2015年3月12日                | 橫向射擊   | 小鳥們使用泡泡龍的玩法來過關斬將。遊戲原預計命名為《史黛拉泡泡大戰》，後來因主線小鳥也加入史黛拉的陣營而改名。 |
| 愤怒鸟大作戰＊             | 2015年5月7日（亞洲）         | 消除類遊戲 | 本作透過三消的遊戲方式來擊敗玩家。 |
| 愤怒鸟大作戰＊             | 2015年6月11日（全球）        | 消除類遊戲 | 本作透過三消的遊戲方式來擊敗玩家。 |
| 愤怒鸟2                    | 2015年7月30日                | 益智       | 在2015年3月5日於加拿大App Store测试上架。加入了卡牌要素，玩家需要收集不同种类的小鸟的卡牌，并且进行培养。 遊戲原先預計命名為《憤怒鳥：衝破搗蛋豬》（Angry Birds Under Pigstruction），但於2015年7月16日，Rovio宣布本作為《憤怒鳥》續作—《憤怒鳥2》，將於7月30日全球上架、同時登陸iOS與Android雙平台，並且公開了中文版的Logo。 |
| 愤怒鸟Action               | 2016年4月28日                | 彈珠台     | 角色以憤怒鳥大電影的造型來呈現，是一款類似彈珠台的遊戲。此外在觀賞完電影後，你可以在片尾播放製作人員名單時，掃描BirdCode來解鎖遊戲中的特殊能力。 |
| 愤怒鸟Blast!               | 2016年12月22日               | 消除類遊戲 | 本作需要將氣球戳破救出被困在氣球裡面的小鳥。 |
| 愤怒鸟骰子大亨＊           | 2017年2月2日                 | 棋類遊戲   | 由Rovio授權韓國開發商JOYCITY開發的手機新作，本作《憤怒鳥骰子大亨》是一款對應即時連線模式的大富翁遊戲，將國際知名的 IP《憤怒鳥》與大富翁類型的遊戲玩法結合，玩家在遊戲過程中將可充分體驗到《憤怒鳥大電影》的世界觀，並妥善地部屬角色與技能卡，讓這款遊戲更有操作性，不是完全取決於運氣的抽卡遊戲。                             |
| 憤怒鳥：鳥豬聯盟戰神秘島＊ | 2017年4月13日                | 模擬經營   | 由Rovio授權韓國開發商NHN Studio629開發的手機新作，本作以講述憤怒鳥和搗蛋豬為了在神秘島生存的冒險故事。玩家可以於島上經營自己的城鎮，收集素材生產各種物品。當中除了農場經營外，亦有冒險元素，可以登上推車前往9個不同的世界探險。                                                                                               |
| 憤怒鳥Evolution            | 2017年6月                    | 角色扮演   | 把前作英雄傳和彈珠台合二為一的戰略角色扮演遊戲，畫風對比前作更加雄壯。 |
| 憤怒鳥Match                | 2017年8月                    | 消除類遊戲 | 角色以憤怒鳥大電影的造型來呈現，是一款類似《Candy Crush》的三消遊戲。 |
| 憤怒鳥夢幻爆破             | 2018年11月12日               | 消除類遊戲 | 在小鳥寶寶們的夢境下過關斬將，夢幻的美術風格讓它獲選為2019 Google Play最佳遊戲之一。 |
| 憤怒鳥Reloaded             | 2021年7月15日                | 益智       | 只於iOS平台發布，由經典小鳥和豬豬們演出電影版時空的故事，作為Rovio回歸原點的第一作。 |
| 憤怒鳥 - 新冒險            | 2022年1月20日                | 益智       | Rovio為了進一步回歸原點，花了兩年時間軟上線本作，慢慢磨合經典版愤怒鸟風格和小鳥寶寶的世界觀。 |

### 小遊戲
- 愤怒的小鸟Lite，關卡12關。由Chillingo發行。
- 愤怒的小鸟免费版，關卡24關。由Rovio娛樂自行發行。
- 愤怒的小鸟中文版，关卡与付费版本相同，有广告内容，只限中国大陆App Store下载。[2]
- 愤怒的小鸟Chrome版，關卡333關
- 愤怒的小鸟Google+版，關卡63關，8個名為“teamwork”的關卡，包括4個要求玩家的朋友人數逹到目標才開放和要求玩家的朋友取得一定星的數目標才開放的4個關卡及7個使用了Chrome元素的關卡，要求玩家在特定關卡用小鳥擊中隱藏的Google Chrome標誌才開放。[3]
- 愤怒的小鸟Heikki版（網頁版，以一級方程式賽車手海基·科瓦莱宁命名），關卡12關。
- 愤怒的小鸟Tyrkisk Peber版（網頁版，以Fazer巧克力命名），關卡3關。
- 愤怒的小鸟Wonderful Pistachios版（網頁版，以萬多福開心果命名），關卡6關。
- 愤怒的小鸟可口可乐版（網頁版，為中國大陸助威2012倫敦奧運以可口可樂命名），關卡10關。
- 愤怒的小鸟超级本冒险版（Facebook，以Intel超極致筆電Ultrabook命名），關卡14關。
- 愤怒的小鸟费城老鹰版（Facebook，以國家美式足球聯盟費城老鷹隊命名），關卡16關。
- 愤怒的小鸟Tazos版
- 愤怒的小鸟Free Magic版：Nokia手機專用。關卡50關,有15關卡為NFC解鎖關卡。
- 憤怒鳥麥當勞版

### 电影
由索尼动画和Rovio娱乐公司共同制作，索尼影视电视发行的3D动画电影《愤怒的小鸟大电影》于2016年上映。續作《憤怒鳥大電影2》於2019年上映。預計2025～2026年將上映《憤怒鳥大電影3》。

## 影响

### 流行文化
在香港，憤怒鳥的公仔成為2011年年宵市場大賣的產品之一。
一名俄國動畫作家Egor Zhgun，以「憤怒鳥」遊戲與兒童故事「三隻小豬」作題材製作動畫短片「三隻大豬」，當中的三隻大豬代表在2010－2011年阿拉伯世界的反政府示威中遭罷黜下台的突尼西亞總統賓阿里、同樣已下台的埃及領袖穆巴拉克及半年后身亡的利比亞狂人卡達菲。
以色列的政治戲仿節目《Eretz Nehederet》製作短片《憤怒鳥的和平條約》（英語：Angry Birds Peace Treaty）諷刺困難重重的以色列與巴勒斯坦和平進程。

### 周邊行銷

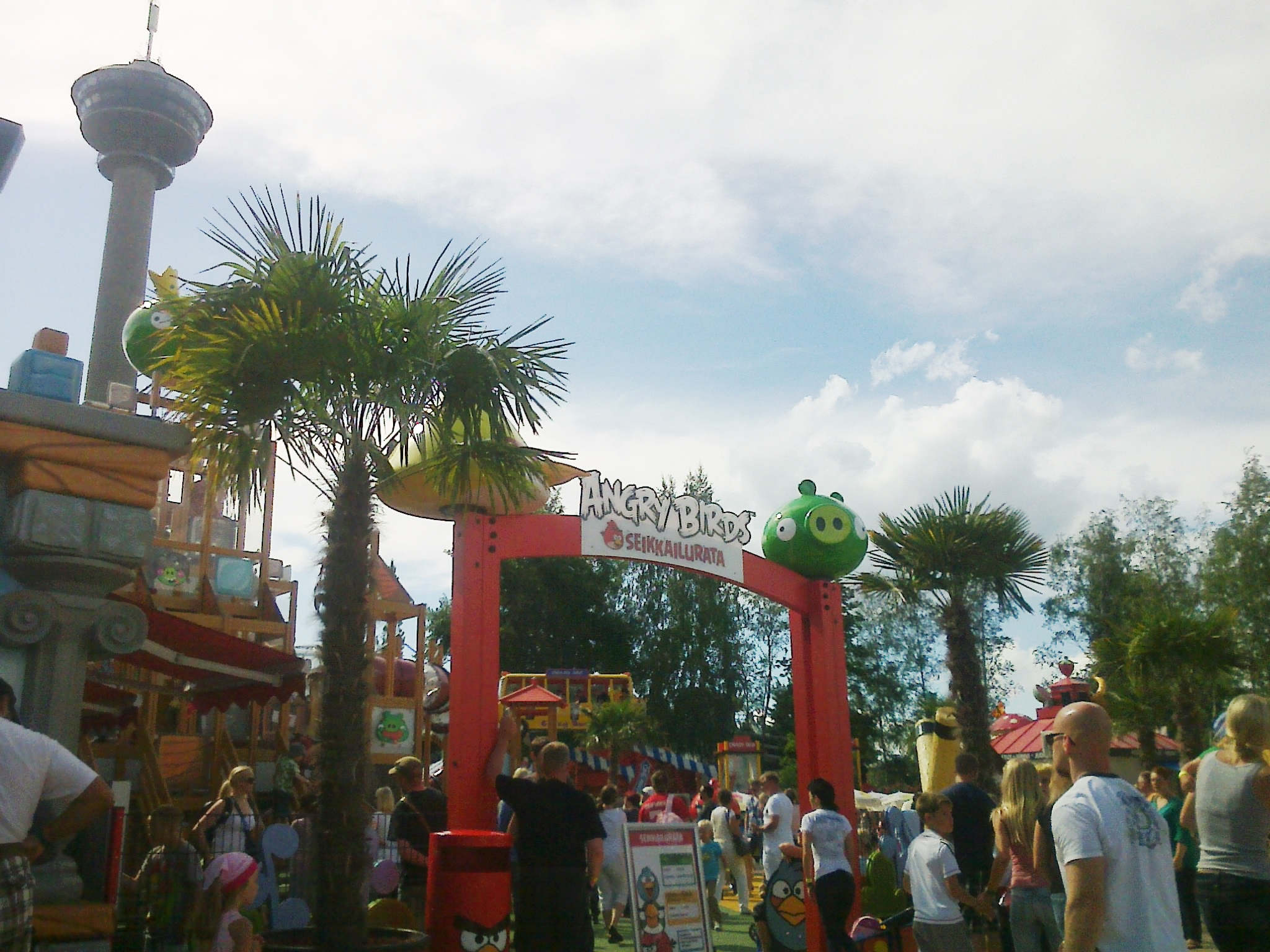
位於芬蘭的憤怒鳥主題樂園

世界各地共有多个憤怒鳥主題公園，包括芬蘭坦佩雷、中國、馬來西亞等。
樂高推出憤怒鳥系列積木。

### 遊戲合作
2013年11月，憤怒鳥在轉珠遊戲龍族拼圖中以寵物的角色限時登場。
2015年在LINE Rangers限時登場。

## 争议
2014年1月26日，愛德華·斯諾登向媒體爆料，美国国家安全局和英国政府通讯总部利用各种特殊手段，从愤怒的小鸟、谷歌地圖等應用程式中获取了大量私人信息。
Rovio公司隨後表示，不会向上述机构提供任何用户数据。
2014年1月31日，「憤怒鳥」官網被駭客入侵，美國國安局標識和「間諜鳥」標題取代了原本的圖像。